# 2020-as WEC Spái 6 órás verseny
| Pályarajz | Pályarajz              | Pályarajz                                         |
| --------- | ---------------------- | ------------------------------------------------- |
|           |                        |                                                   |
| Győztesek |                        |                                                   |
| Kategória | Csapat                 | Versenyzők                                        |
| LMP1      | #7 Toyota Gazoo Racing | Mike Conway Kobajasi Kamui José María López       |
| LMP2      | #22 United Autosports  | Filipe Albuquerque Philip Hanson Paul di Resta    |
| LMGTE Pro | #92 Porsche GT Team    | Michael Christensen Kévin Estre                   |
| LMGTE Am  | #83 AF Corse           | Emmanuel Collard Nicklas Nielsen François Perrodo |

A 2020-as WEC Spái 6 órás verseny a Hosszútávú-világbajnokság 2019–20-as szezonjának hatodik futama volt, amelyet eredetileg 2020. április 25-én tartottak volna meg, azonban a koronavírus-járvány miatt egy későbbi időpontban, 2020. augusztus 15-én rendezték meg a versenyt. A fordulót Mike Conway, Kobajasi Kamui és José María López triója nyerte meg, akik a hibridhajtású Toyota Gazoo Racing csapatának #7-es rajtszámú versenyautóját vezették.

## Időmérő
A kategóriák leggyorsabb versenyzői vastaggal vannak kiemelve.
| Poz. | Kategória  | Csapat                    | Átlagidő    | Különbség | Rajthely |
| ---- | ---------- | ------------------------- | ----------- | --------- | -------- |
| 1.   | LMP1       | #1 Rebellion Racing       | 1:59.577    | -         | 1        |
| 2.   | LMP1       | #8 Toyota Gazoo Racing    | 2:00.417    | +0.840    | 2        |
| 3.   | LMP1       | #7 Toyota Gazoo Racing    | 2:01.070    | +1.493    | 3        |
| 4.   | LMP1       | #4 ByKolles Racing Team   | 2:01.907    | +2.330    | 4        |
| 5.   | LMP2       | #22 United Autosports     | 2:02.148    | +2.571    | 5        |
| 6.   | LMP2       | #38 Jota Sport            | 2:03.697    | +4.120    | 6        |
| 7.   | LMP2       | #42 Cool Racing           | 2:03.956    | +4.379    | 7        |
| 8.   | LMP2       | #37 Jackie Chan DC Racing | 2:04.198    | +4.621    | 8        |
| 9.   | LMP2       | #36 Signatech Alpine Elf  | 2:04.235    | +4.658    | 9        |
| 10.  | LMP2       | #33 High Class Racing     | 2:04.710    | +5.133    | 10       |
| 11.  | LMP2       | #47 Cetilar Racing        | 2:05.547    | +5.970    | 11       |
| 12.  | LMGTE-Pro  | #92 Porsche GT Team       | 2:14.207    | +14.630   | 12       |
| 13.  | LMGTE-Pro  | #97 Aston Martin Racing   | 2:14.635    | +15.058   | 13       |
| 14.  | LMGTE-Pro. | #95 Aston Martin Racing   | 2:14.643    | +15.066   | 14       |
| 15.  | LMGTE-Pro  | #91 Porsche GT Team       | 2:14.923    | +15.346   | 15       |
| 16.  | LMGTE-Pro  | #71 AF Corse              | 2:15.356    | +15.779   | 16       |
| 17.  | LMGTE-Pro  | #51 AF Corse              | 2:15.383    | +15.806   | 17       |
| 18.  | LMGTE-Am   | #77 Dempsey-Proton Racing | 2:16.519    | +16.942   | 17       |
| 19.  | LMGTE-Am   | #56 Team Project 1        | 2:16.649    | +17.072   | 19       |
| 20.  | LMGTE-Am   | #57 Team Project 1        | 2:17.145    | +17.568   | 20       |
| 21.  | LMGTE-Am   | #98 Aston Martin Racing   | 2:17.563    | +17.986   | 21       |
| 22.  | LMGTE-Am   | #83 AF Corse              | 2:17.593    | +18.016   | 22       |
| 23.  | LMGTE-Am   | #90 TF Sport              | 2:17.658    | +18.081   | 23       |
| 24.  | LMGTE-Am   | #54 AF Corse              | 2:18.314    | +18.737   | 24       |
| 25.  | LMGTE-Am   | #88 Dempsey-Proton Racing | 2:18.841    | +19.264   | 25       |
| 26.  | LMGTE-Am   | #62 Red River Sport       | 2:18.945    | +19.368   | 26       |
| 27.  | LMGTE-Am   | #86 Gulf Racing           | 2:18.967    | +19.370   | 27       |
| 28.  | LMP2       | #35 Eurasia Motorsport    | 2:18.997    | +19.420   | 28       |
| 29.  | LMP2       | #29 Racing Team Nederland | 2:02.774[a] | +3.167    | 29       |

↑ a:  A 29-es számú Racing Team Nederland egysége az utolsó pozícióból kellett megkezdje  a futamot, mivel a második versenyző nem teljesített mért kört.

## Verseny
A résztvevőknek legalább a versenytáv 70%-át (101 kört) teljesíteniük kellett ahhoz, hogy az elért eredményüket értékeljék. A kategóriák leggyorsabb versenyzői vastaggal vannak kiemelve.
| Poz. | Kategória | #  | Csapat                | Versenyzők                                               | Kasztni                       | Abroncs | Körök | Idő/Kiesés oka |
| Poz. | Kategória | #  | Csapat                | Versenyzők                                               | Motor                         | Abroncs | Körök | Idő/Kiesés oka |
| ---- | --------- | -- | --------------------- | -------------------------------------------------------- | ----------------------------- | ------- | ----- | -------------- |
| 1.   | LMP1      | 7  | Toyota Gazoo Racing   | Mike Conway Kobajasi Kamui José María López              | Toyota TS050 Hybrid           | M       | 143   | 6:00:02.534    |
| 1.   | LMP1      | 7  | Toyota Gazoo Racing   | Mike Conway Kobajasi Kamui José María López              | Toyota 2.4L Turbo V6          | M       | 143   | 6:00:02.534    |
| 2.   | LMP1      | 8  | Toyota Gazoo Racing   | Sébastien Buemi Nakadzsima Kazuki Brendon Hartley        | Toyota TS050 Hybrid           | M       | 143   | +34.170        |
| 2.   | LMP1      | 8  | Toyota Gazoo Racing   | Sébastien Buemi Nakadzsima Kazuki Brendon Hartley        | Toyota 2.4L Turbo V6          | M       | 143   | +34.170        |
| 3.   | LMP1      | 1  | Rebellion Racing      | Bruno Senna Gustavo Menezes Norman Nato                  | Rebellion R13                 | M       | 142   | +1 kör         |
| 3.   | LMP1      | 1  | Rebellion Racing      | Bruno Senna Gustavo Menezes Norman Nato                  | Gibson GL 4.5 L V8            | M       | 142   | +1 kör         |
| 4.   | LMP2      | 22 | United Autosports     | Filipe Albuquerque Philip Hanson Paul di Resta           | Oreca 07                      | M       | 140   | +3 kör         |
| 4.   | LMP2      | 22 | United Autosports     | Filipe Albuquerque Philip Hanson Paul di Resta           | Gibson GK428 4.2 L V8         | M       | 140   | +3 kör         |
| 5.   | LMP2      | 42 | Cool Racing           | Antonin Borga Alexandre Coigny Nicolas Lapierre          | Oreca 07                      | M       | 139   | +4 kör         |
| 5.   | LMP2      | 42 | Cool Racing           | Antonin Borga Alexandre Coigny Nicolas Lapierre          | Gibson GK428 4.2 L V8         | M       | 139   | +4 kör         |
| 6.   | LMP2      | 29 | Racing Team Nederland | Frits van Eerd Giedo van der Garde Nyck de Vries         | Oreca 07                      | M       | 139   | +4 kör         |
| 6.   | LMP2      | 29 | Racing Team Nederland | Frits van Eerd Giedo van der Garde Nyck de Vries         | Gibson GK428 4.2 L V8         | M       | 139   | +4 kör         |
| 7.   | LMP2      | 38 | Jota Sport            | António Félix da Costa Anthony Davidson Roberto González | Oreca 07                      | G       | 139   | +4 kör         |
| 7.   | LMP2      | 38 | Jota Sport            | António Félix da Costa Anthony Davidson Roberto González | Gibson GK428 4.2 L V8         | G       | 139   | +4 kör         |
| 8.   | LMP2      | 47 | Cetilar Racing        | Andrea Belicchi Roberto Lacorte Girogio Sernagiotto      | Dallara P217                  | M       | 137   | +6 kör         |
| 8.   | LMP2      | 47 | Cetilar Racing        | Andrea Belicchi Roberto Lacorte Girogio Sernagiotto      | Gibson GK428 4.2 L V8         | M       | 137   | +6 kör         |
| 9.   | LMGTE Pro | 92 | Porsche GT Team       | Michael Christensen Kévin Estre                          | Porsche 911 RSR-19            | M       | 135   | +8 kör         |
| 9.   | LMGTE Pro | 92 | Porsche GT Team       | Michael Christensen Kévin Estre                          | Porsche 4.2 L Flat-6          | M       | 135   | +8 kör         |
| 10.  | LMGTE Pro | 95 | Aston Martin Racing   | Marco Sørensen Nicki Thiim                               | Aston Martin Vantage AMR      | M       | 135   | +8 kör         |
| 10.  | LMGTE Pro | 95 | Aston Martin Racing   | Marco Sørensen Nicki Thiim                               | Aston Martin 4.0 L Turbo V8   | M       | 135   | +8 kör         |
| 11.  | LMGTE Pro | 97 | Aston Martin Racing   | Alex Lynn Maxime Martin                                  | Aston Martin Vantage AMR      | M       | 135   | +8 kör         |
| 11.  | LMGTE Pro | 97 | Aston Martin Racing   | Alex Lynn Maxime Martin                                  | Aston Martin 4.0 L Turbo V8   | M       | 135   | +8 kör         |
| 12.  | LMGTE Pro | 51 | AF Corse              | James Calado Alessandro Pier Guidi                       | Ferrari 488 GTE Evo           | M       | 135   | +8 kör         |
| 12.  | LMGTE Pro | 51 | AF Corse              | James Calado Alessandro Pier Guidi                       | Ferrari F154CB 3.9 L Turbo V8 | M       | 135   | +8 kör         |
| 13.  | LMGTE Pro | 91 | Porsche GT Team       | Gianmaria Bruni Richard Lietz                            | Porsche 911 RSR-19            | M       | 135   | +8 kör         |
| 13.  | LMGTE Pro | 91 | Porsche GT Team       | Gianmaria Bruni Richard Lietz                            | Porsche 4.2 L Flat-6          | M       | 135   | +8 kör         |
| 14.  | LMGTE Pro | 71 | AF Corse              | Miguel Molina Davide Rigon                               | Ferrari 488 GTE Evo           | M       | 135   | +8 kör         |
| 14.  | LMGTE Pro | 71 | AF Corse              | Miguel Molina Davide Rigon                               | Ferrari F154CB 3.9 L Turbo V8 | M       | 135   | +8 kör         |
| 15.  | LMGTE Am  | 83 | AF Corse              | Emmanuel Collard Nicklas Nielsen François Perrodo        | Ferrari 488 GTE Ev            | M       | 134   | +9 kör         |
| 15.  | LMGTE Am  | 83 | AF Corse              | Emmanuel Collard Nicklas Nielsen François Perrodo        | Ferrari F154CB 3.9 L Turbo V8 | M       | 134   | +9 kör         |
| 16.  | LMGTE Am  | 77 | Dempsey-Proton Racing | Matt Campbell Riccardo Pera Christian Ried               | Porsche 911 RSR               | M       | 134   | +9 kör         |
| 16.  | LMGTE Am  | 77 | Dempsey-Proton Racing | Matt Campbell Riccardo Pera Christian Ried               | Porsche 4.0 L Flat-6          | M       | 134   | +9 kör         |
| 17.  | LMGTE Am  | 90 | TF Sport              | Jonathan Adam Charlie Eastwood Salih Yoluç               | Aston Martin Vantage AMR      | M       | 134   | +9 kör         |
| 17.  | LMGTE Am  | 90 | TF Sport              | Jonathan Adam Charlie Eastwood Salih Yoluç               | Aston Martin 4.0 L Turbo V8   | M       | 134   | +9 kör         |
| 18.  | LMGTE Am  | 56 | Team Project 1        | Matteo Cairoli Laurents Hörr Egidio Perfetti             | Porsche 911 RSR               | M       | 133   | +10 kör        |
| 18.  | LMGTE Am  | 56 | Team Project 1        | Matteo Cairoli Laurents Hörr Egidio Perfetti             | Porsche 4.0 L Flat-6          | M       | 133   | +10 kör        |
| 19.  | LMGTE Am  | 88 | Dempsey-Proton Racing | Gianluca Giraudi Ricardo Sánchez Lucas Legeret           | Porsche 911 RSR               | M       | 133   | +10 kör        |
| 19.  | LMGTE Am  | 88 | Dempsey-Proton Racing | Gianluca Giraudi Ricardo Sánchez Lucas Legeret           | Porsche 4.0 L Flat-6          | M       | 133   | +10 kör        |
| 20.  | LMGTE Am  | 57 | Team Project 1        | Jeroen Bleekemolen Felipe Fraga Ben Keating              | Porsche 911 RSR               | M       | 133   | +10 kör        |
| 20.  | LMGTE Am  | 57 | Team Project 1        | Jeroen Bleekemolen Felipe Fraga Ben Keating              | Porsche 4.0 L Flat-6          | M       | 133   | +10 kör        |
| 21.  | LMGTE Am  | 54 | AF Corse              | Francesco Castellacci Giancarlo Fisichella Thomas Flohr  | Ferrari 488 GTE Evo           | M       | 133   | +10 kör        |
| 21.  | LMGTE Am  | 54 | AF Corse              | Francesco Castellacci Giancarlo Fisichella Thomas Flohr  | Ferrari F154CB 3.9 L Turbo V8 | M       | 133   | +10 kör        |
| 22.  | LMGTE Am  | 62 | Red River Sport       | Bonamy Grimes Charles Hollings Johnny Mowlem             | Ferrari 488 GTE Evo           | M       | 132   | +11 kör        |
| 22.  | LMGTE Am  | 62 | Red River Sport       | Bonamy Grimes Charles Hollings Johnny Mowlem             | Ferrari F154CB 3.9 L Turbo V8 | M       | 132   | +11 kör        |
| 23.  | LMP2      | 37 | Jackie Chan DC Racing | Ho-Pin Tung Ryan Cullen Will Stevens                     | Oreca 07                      | G       | 132   | +11 kör        |
| 23.  | LMP2      | 37 | Jackie Chan DC Racing | Ho-Pin Tung Ryan Cullen Will Stevens                     | Gibson GK428 4.2 L V8         | G       | 132   | +11 kör        |
| 24.  | LMP2      | 33 | High Class Racing     | Anders Fjordbach Mark Patterson Jamasita Kenta           | Oreca 07                      | M       | 132   | +11 kör        |
| 24.  | LMP2      | 33 | High Class Racing     | Anders Fjordbach Mark Patterson Jamasita Kenta           | Gibson GK428 4.2 L V8         | M       | 132   | +11 kör        |
| 25.  | LMGTE Am  | 98 | Aston Martin Racing   | Paul Dalla Lana Augusto Farfus Ross Gunn                 | Aston Martin Vantage AMR      | M       | 131   | +12 kör        |
| 25.  | LMGTE Am  | 98 | Aston Martin Racing   | Paul Dalla Lana Augusto Farfus Ross Gunn                 | Aston Martin 4.0 L Turbo V8   | M       | 131   | +12 kör        |
| 26.  | LMGTE Am  | 86 | Gulf Racing           | Ben Barker Michael Wainwright Andrew Watson              | Porsche 911 RSR               | M       | 130   | +13 kör        |
| 26.  | LMGTE Am  | 86 | Gulf Racing           | Ben Barker Michael Wainwright Andrew Watson              | Porsche 4.0 L Flat-6          | M       | 130   | +13 kör        |
| 27.  | LMP1      | 4  | ByKolles Racing Team  | Tom Dillmann Bruno Spengler Oliver Webb                  | ENSO CLM P1/01                | M       | 126   | +17 kör        |
| 27.  | LMP1      | 4  | ByKolles Racing Team  | Tom Dillmann Bruno Spengler Oliver Webb                  | Gibson GL458 4.5L V8          | M       | 126   | +17 kör        |
| 28.  | LMP2      | 35 | Eurasia Motorsport    | Nick Foster Roberto Merhi Jamanaka Nobuja                | Ligier JS P217                | M       | 122   | +21 kör        |
| 28.  | LMP2      | 35 | Eurasia Motorsport    | Nick Foster Roberto Merhi Jamanaka Nobuja                | Gibson GK428 4.2 L V8         | M       | 122   | +21 kör        |
| Ki   | LMP2      | 36 | Signatech Alpine Elf  | Thomas Laurent André Negrão Pierre Ragues                | Alpine A470                   | M       | 106   | Baleset        |
| Ki   | LMP2      | 36 | Signatech Alpine Elf  | Thomas Laurent André Negrão Pierre Ragues                | Gibson GK428 4.2 L V8         | M       | 106   | Baleset        |

## A világbajnokság állása a verseny után
LMP (Teljes táblázat)
| H  | Versenyzők                                        | Pont | H  | Konstruktőrök       | Pont |
| -- | ------------------------------------------------- | ---- | -- | ------------------- | ---- |
| 1. | Mike Conway Kobajasi Kamui José María López       | 137  | 1. | Toyota Gazoo Racing | 151  |
| 2. | Sébastien Buemi Nakadzsima Kazuki Brendon Hartley | 125  | 2. | Rebellion Racing    | 109  |
| 3. | Bruno Senna Gustavo Menezes Norman Nato           | 109  | 3. | Team LNT            | 29   |
| 4. | Filipe Albuquerque Philip Hanson                  | 54   |    |                     |      |
| 5. | Paul di Resta                                     | 46   |    |                     |      |

LMP2 (Teljes táblázat)
| H  | Versenyzők                         | Pont | H  | Konstruktőrök         | Pont |
| -- | ---------------------------------- | ---- | -- | --------------------- | ---- |
| 1. | Filipe Albuquerque Philip Hanson   | 120  | 1. | United Autosports     | 120  |
| 2. | Paul di Resta                      | 105  | 2. | Jackie Chan DC Racing | 98   |
| 3. | Will Stevens Ho-Pin Tung           | 98   | 3. | Racing Team Nederland | 91   |
| 4. | Giedo van der Garde Frits van Eerd | 91   | 4. | Jota Sport            | 89   |
| 5. | Gabriel Aubry                      | 90   | 5. | Cool Racing           | 79   |

LMGTE Pro (Teljes táblázat)
| H  | Versenyzők                         | Pont | H  | Konstruktőrök | Pont |
| -- | ---------------------------------- | ---- | -- | ------------- | ---- |
| 1. | Marco Sørensen Nicki Thiim         | 127  | 1. | Aston Martin  | 219  |
| 2. | Michael Christensen Kévin Estre    | 108  | 2. | Porsche       | 190  |
| 3. | James Calado Alessandro Pier Guidi | 95   | 3. | Ferrari       | 166  |
| 4. | Alex Lynn Maxime Martin            | 92   |    |               |      |
| 5. | Gianmaria Bruni Richard Lietz      | 79   |    |               |      |

LMGTE Am (Teljes táblázat)
| H  | Versenyzők                                        | Pont | H  | Konstruktőrök         | Pont |
| -- | ------------------------------------------------- | ---- | -- | --------------------- | ---- |
| 1. | Emmanuel Collard Nicklas Nielsen François Perrodo | 110  | 1. | AF Corse              | 110  |
| 2. | Jonathan Adam Charlie Eastwood Salih Yoluç        | 98   | 2. | TF Sport              | 98   |
| 3. | Jeroen Bleekemolen Ben Keating                    | 81,5 | 3. | Team Project 1        | 81,5 |
| 4. | Paul Dalla Lana Ross Gunn                         | 80,5 | 4. | Aston Martin Racing   | 80,5 |
| 5. | Darren Turner                                     | 78,5 | 5. | Dempsey-Proton Racing | 61,5 |